# Wyoming Highway 372
Der Wyoming Highway 372 (kurz: WYO 372) ist eine 78,20 km lange State Route im US-Bundesstaat Wyoming. Sie verläuft von der Interstate 80 über das Seedskadee National Wildlife Refuge und Fontenelle in nordwestliche Richtung bis zur Kreuzung mit dem U.S. Highway 189 und ist auch als La Barge Road bekannt.

## Streckenverlauf

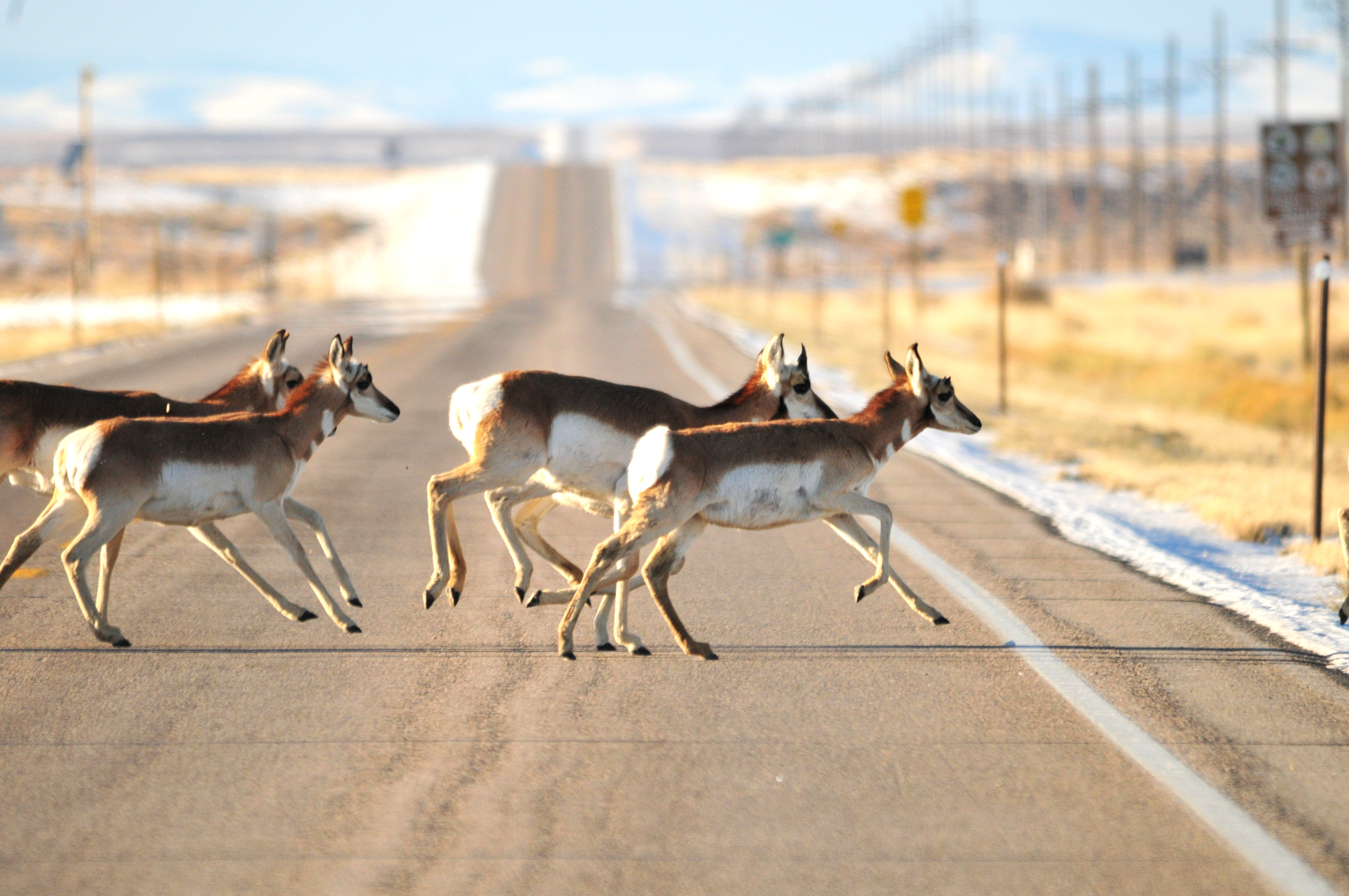
Gabelböcke bei Überqueren des Wyoming Highway 372 im Seedskadee NWR

Der Wyoming Highway 372 beginnt an der Kreuzung mit dem Wyoming Highway 374, unmittelbar nördlich von dessen Anschlussstelle 83 an die Interstate 80, einige Kilometer westlich von James Town im Sweetwater County. Der Wyoming Highway 372 verläuft von dort in nordwestliche Richtung und folgt grundsätzlich dem Verlauf des rund 3 km östlich verlaufenden Green River. Nach rund 34 km erreicht die State Route das Seedskadee National Wildlife Refuge, wenige Kilometer später zweigt in nordöstliche Richtung der Wyoming Highway 28 ab, der über den South Pass in Richtung Lander verläuft. Der WYO 372 erreicht das Lincoln County und führt weiter in Richtung Nordwesten, bis er sich unmittelbar südlich des Ortes Fontenelle nach Westen wendet und rund 10 km später am U.S. Highway 189 südwestlich des Fontenelle Reservoirs endet.

## Geschichte
Der Wyoming Highway 372 wurde im Jahr 1971 eröffnet. Im Jahr 1994 wurde die State Route umgebaut und verbreitert, um den zunehmenden Verkehr durch Bergbau- und Erdölabbauverkehr nördlich von Green River aufnehmen zu können.

## Belege
1. 1 2 3  AARoads: Wyoming State Route Log: 300 through 399. Abgerufen am 21. Februar 2024 (amerikanisches Englisch).
2. ↑  Wyoming changes, June 25, 1971. In: Casper Star-Tribune. Casper, Wyoming 25. Juni 1971, S. 9 (newspapers.com [abgerufen am 21. Februar 2024]).